# C16H17NO
化学式C16H17NO（摩尔质量：239.31 g/mol）可以指：
- 2-乙氨基-1,2-二苯基乙醛，CAS号：22312-16-9
- 草乃敌（双苯酰草胺），CAS号：957-51-7

|  | 这个同类索引页列出了具有相同分子式的化学物（即同分異構體）条目。 除非您是有意链接至本页，否则应将相应条目的内部链接指向正确的条目。 |